# JY1-SAT
JY1-SAT è il primo satellite della Giordania.
Il satellite, del tipo CubeSat (satellite miniaturizzato avente forma cubica), è stato lanciato il 3 dicembre 2018 con un razzo vettore Falcon 9 di SpaceX dalla base aeronautica di Vandenberg negli Stati Uniti. Il nome del satellite è stato scelto in onore del defunto re Hussein di Giordania, che era un appassionato radioamatore e aveva la sigla "JY1".
La missione JY1-SAT è stata proposta da studenti giordani di ingegneria che hanno partecipato al primo lotto del programma di cooperazione con la NASA, dopo di che gli stagisti hanno suggerito la progettazione e il lancio del primo satellite giordano CubeSat.
Per sviluppare la capacità di progettare e sviluppare una prima missione di questo tipo, la Crown Prince Foundation ha firmato un accordo di supporto con la compagnia olandese ISISPACE (Innovative Solutions In Space) e le AMSAT (Radio Amateur Societies) del Regno Unito e dei Paesi Bassi, per il supporto hardware e di formazione, basandosi sull'esperienza di ISISPACE e AMSAT con le missioni dei transponder radioamatoriali FUNcube.
Il JY1-Sat, destinato alle comunicazioni dei radioamatori, ha a bordo un transponder per comunicazioni e un sistema di trasmissione televisiva a scansione lenta SSTV per la trasmissione di immagini. Come sviluppo speciale per la missione JY1-SAT, il transponder FUNcube per essere in grado di trasmettere immagini memorizzate che riflettono la cultura giordana e il suo patrimonio storico (favorendone il turismo), insieme a un messaggio vocale registrato dal principe ereditario da trasmettere in spazio ai ricevitori di tutto il mondo.
Nel maggio 2021, il satellite risultava pienamente operativo.